# Hôtel de Rasse
L’hôtel de Rasse est un hôtel particulier situé à Senlis, dans le département de l'Oise, en France.

## Histoire
Le mur bordant la rue fait l’objet d’une inscription au titre des monuments historiques depuis le 5 avril 1930.
L'hôtel tient son appellation de la Maison de Rouvroy de Saint-Simon, liée à la seigneurie de Rasse. Construit en 1522, l'hôtel proprement dit est un bâtiment de peu de caractère, contrairement au haut mur d'enceinte avec son portail. Le mur est orné de pilastres, de médaillons et de consoles renversées dans le style de la Renaissance, avec des motifs variés.